# Beetzendorf
Beetzendorf ist eine Gemeinde in der Verbandsgemeinde Beetzendorf-Diesdorf im Altmarkkreis Salzwedel in Sachsen-Anhalt.

## Geographie

### Lage
Das Dorf ist Sitz der Verbandsgemeinde Beetzendorf-Diesdorf und liegt in der Jeetzeniederung rund 10 Kilometer nordnordöstlich von Klötze und 18 Kilometer südlich der Kreisstadt Salzwedel in der Altmark.

### Gemeindegliederung
Zur Gemeinde gehören die Ortsteile (mit Wohnplätzen):
| - Audorf - Bandau - Beetzendorf (mit Fuchshütte) - Darnebeck - Groß Gischau - Hohentramm | - Jeeben - Käcklitz - Klein Gischau - Mellin - Neumühle (mit Schloss Neumühle) - Peertz | - Poppau (mit Ökodorf Sieben Linden) - Siedengrieben - Stapen - Tangeln - Wohlgemuth |

Niederschlagsmittelwerte

### Klima
Der Jahresniederschlag liegt bei 564 mm und ist damit vergleichsweise niedrig, da er in das untere Viertel der in Deutschland erfassten Werte fällt. An 14 % der Messstationen des Deutschen Wetterdienstes werden niedrigere Werte registriert. Der trockenste Monat ist der Februar, die meisten Niederschläge fallen im August. Im August fallen 1,8 mal mehr Niederschläge als im Februar. Die Niederschläge variieren kaum und sind sehr gleichmäßig übers Jahr verteilt. An nur 7 % der Messstationen werden niedrigere jahreszeitliche Schwankungen registriert.

## Geschichte

### Mittelalter bis 20. Jahrhundert

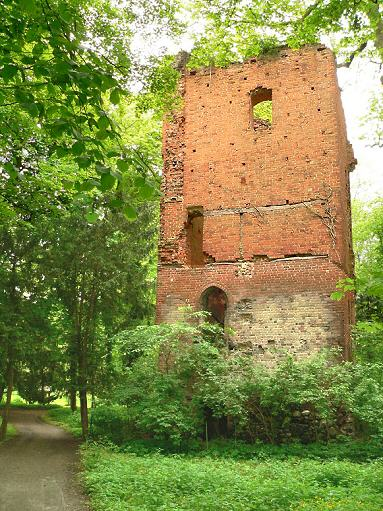
Bergfried der Burg Beetzendorf

Beetzendorf entstand mit hoher Wahrscheinlichkeit im Schutz einer im Sumpf gelegenen Burg, der Burg Beetzendorf (Becendorf). Die erste Erwähnung erfolgt nach Angaben von Beckmann um 1204, wonach die Burganlage von der Familie von Kröcher pfandweise in die Hände der Familie von der Schulenburg gelangte. Seit 1340 ist die Burg im Besitz des Geschlechts derer von der Schulenburg, nachdem sie ihren Stammsitz, die Schulenburg bei Stappenbeck nahe Salzwedel verlassen hatten. Beetzendorf wurde in den folgenden Jahrhunderten zum Familienhauptsitz des Geschlechts. Die Besitzungen hier und in Apenburg waren ihre Stammgüter, die den Kern ihrer Grundherrschaft bis ins 19. Jahrhundert sicherten. Lange Phasen gab es im Ort die Besitzungen und Gutsbezirke Beetzendorf I und Beetzendorf II. Zu Beginn des 20. Jahrhunderts war Werner von der Schulenburg Besitzer auf Beetzendorff II. Ab 1913 folgte der Sohn, Oberleutnant Hans-Joachim von der Schulenburg. Er begann seine Karriere auf der Ritterakademie Brandenburg und erlernte Land- und Forstwirtschaft, war Gutsbesitzer von Beetzendorff II, bezeichnet als Lieberoser Hof, mit 477 ha. Beetzendorf I, auch Großer Hof genannt, mit Vorwerk Klein-Wohlgemuth, zusammen 542 ha leitete Adolf Friedrich von der Schulenburg, königlich preußischer Oberförster. Diese beiden von der Schulenburg-Beetzendorf-Güter waren 1922 verpachtet. Des Weiteren gab es als Begüterung derer von der Schulenburg den Apenburger Hof. Letzter Gutsbesitzer auf Beetzendorf und Gerbstedt war Job Werner von der Schulenburg (1909–1998), später Träger des Bundesverdienstkreuzes.
Bis um 1600 erhielt die Burg Beetzendorf einen festungsartigen Ausbau mit Wassergräben. Die Burganlage wertete das Geschlecht auf, das von da an als schlossgesessen, zur oberen Stufe des altmärkischen Adels gehörte. Im 17. Jahrhundert siedelten sich die Mitglieder der adligen Familie im Dorf Beetzendorf und der Umgebung an, sodass die Befestigungsanlagen nutzlos wurden. Im Dreißigjährigen Krieg war die Burg nicht mehr verteidigungsfähig. Die letzte Kanone wurde 1642 verkauft; 1780 wurden weitere Teile der Burganlage abgerissen. Heute sind von der Burg nur noch Ruinen übrig, die im Hochwald des Beetzendorfer Parkes liegen. Es handelt sich um das nördliche Burgtor, das im 19. Jahrhundert rekonstruiert und an das im 20. Jahrhundert eine Freilichtbühne angebaut wurde. Unweit davon befindet sich der etwa 20 Meter hohe Bergfried aus rotem Backstein. Am Rande des Parks wurde eine Sumpfzypressenallee angelegt.

### Wüstung Drenik
Die Wüstung liegt etwa 1,6 Kilometer östlich des Dorfes Rohrberg und 1,5 Kilometer nordwestlich von Beetzendorf im Laubwald Dränick. Johann Christoph Bekmann berichtete im 17. Jahrhundert von Überresten des Dorfes. Er schreibt „Dremik ist ein nach Bezendorf gehöriges Gehölze, in welchem ein Schloss gelegen namens Nichau.“

### Herkunft des Ortsnamens
Jürgen Udolph meint die Erwähnung 1316 Betzendorp könnte auf die mundartliche Form von „Beke“ für „Bach“ im Sinne von „Dorf an den Bächen“ zurückgehen oder auf einen Personenanem „Baki“ oder „Bako“. Es könnte sich auch um eine Übertragung des Ortsnamens von Betzendorf bei Lüneburg handeln.

### Eingemeindungen
Am 30. September 1928 wurden die Hauptteile der Gutsbezirke Beetzendorf I und Beetzendorf II mit der Landgemeinde Beetzendorf vereinigt. Am 20. Juli 1950 wurde Käcklitz in die Gemeinde Beetzendorf eingemeindet. Am 22. März 1970 folgte Audorf.
Am 1. Januar 2004 wurde Gischau mit seinen Ortsteilen Klein Gischau und Groß Gischau nach Beetzendorf eingegliedert. Am 1. Januar 2009 wurden die bis dahin selbstständigen Gemeinden Bandau (mit Ortsteilen Peertz und Poppau), Jeeben (mit Ortsteil Darnebeck), Hohentramm (mit Ortsteilen Siedengrieben und Stapen), Mellin und Tangeln (mit Ortsteil Neumühle) nach Beetzendorf eingemeindet. Das Gemeindegebiet vergrößerte sich seit 2003 von 25,46 km² auf 97,17 km².

### Einwohnerentwicklung

#### Gemeinde
| Jahr | Einwohner |
| ---- | --------- |
| 1730 | 226       |
| 1733 | 225       |
| 1740 | 259       |
| 1750 | 338       |
| 1770 | 547       |

| Jahr | Einwohner |
| ---- | --------- |
| 1774 | 535       |
| 1780 | 568       |
| 1800 | 579       |
| 1801 | 474       |
| 1818 | 649       |

| Jahr | Einwohner |
| ---- | --------- |
| 1840 | 971       |
| 1848 | 971       |
| 1864 | 864       |
| 1871 | 855       |
| 1885 | 784       |

| Jahr | Einwohner |
| ---- | --------- |
| 1895 | 1.006     |
| 1905 | 1.174     |
| 1925 | 1.500     |
| 1939 | 1.716     |
| 1946 | 2.386     |

| Jahr | Einwohner |
| ---- | --------- |
| 1964 | 2.344     |
| 1971 | 2.382     |
| 1981 | 2.206     |
| 1993 | 2.051     |
| 2006 | 1.966     |

| Jahr | Einwohner |
| ---- | --------- |
| 1864 | 139       |
| 1871 | 132       |
| 1885 | 112       |
| 1895 | 120       |
| 1905 | 093       |

| Jahr | Einwohner |
| ---- | --------- |
| 1864 | 074       |
| 1871 | 087       |
| 1885 | 097       |
| 1895 | 092       |
| 1905 | 105       |

| Jahr | Einwohner |
| ---- | --------- |
| 2015 | 1.555     |
| 2018 | 1.536     |
| 2020 | 1.502     |
| 2021 | 1.495     |
| 2022 | 1.479     |
| 2023 | 1.459     |

| Jahr | Einwohner |
| ---- | --------- |
| 2015 | 1.555     |
| 2018 | 1.536     |
| 2020 | 1.502     |
| 2021 | 1.495     |
| 2022 | 1.479     |
| 2023 | 1.459     |

Quelle, wenn nicht angegeben, bis 2006

## Religionen
Die Volkszählung in der Europäischen Union 2011 zeigte, dass von den 3313 Einwohnern der Gemeinde Beetzendorf rund 30 % der evangelischen und rund 3 % der katholischen Kirche angehörten.
Die evangelische Kirchengemeinde Beetzendorf, die früher zur Pfarrei Beetzendorf gehörte, wird heute betreut vom Pfarrbereich Beetzendorf des Kirchenkreises Salzwedel im Bischofssprengel Magdeburg der Evangelischen Kirche in Mitteldeutschland. Die ältesten überlieferten Kirchenbücher für Beetzendorf stammen aus dem Jahre 1597.
Die katholischen Christen gehören zur Pfarrei St. Hildegard in Gardelegen im Dekanat Stendal im Bistum Magdeburg.

## Politik

### Gemeinderat

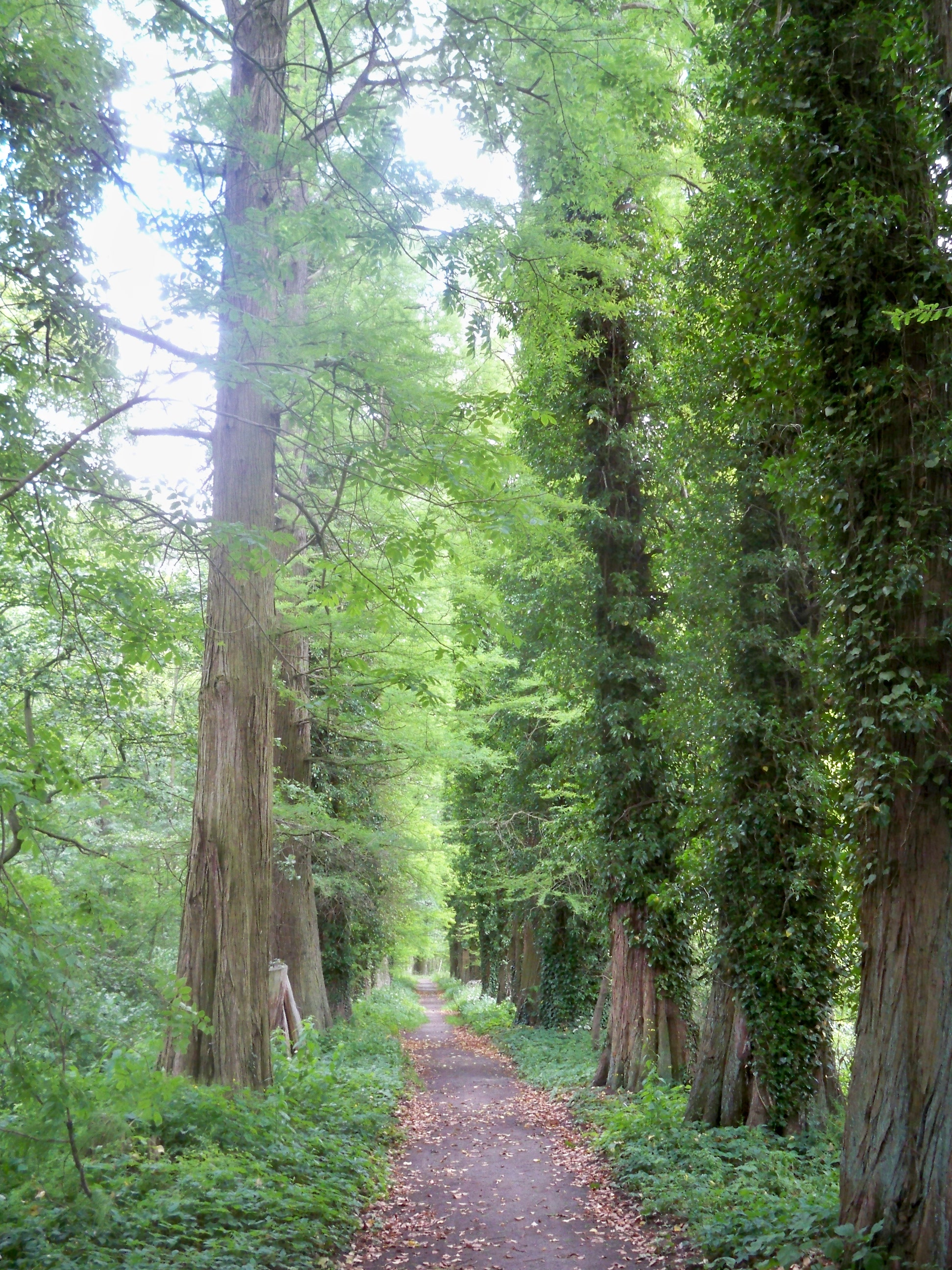
Sumpfzypressenallee im Park Beetzendorf

Von den 16 Gemeinderatssitzen sind seit der Gemeinderatswahl am 26. Mai 2019 drei von der CDU besetzt (Stimmenanteil 18,0 %), zwei von der SPD (11,1 %) und elf von Wählergruppen (67,4). Die Linke konnte mit 3,5 % keinen Sitz erringen.

### Bürgermeister
Seit Juli 2022 ist Enrico Lehnemann ehrenamtlicher Bürgermeister der Gemeinde. Er war am 24. März 2022 gewählt worden.
Lothar Köppe (CDU) hatte das Amt Jahr 7 Jahre lang, seit Februar 2015 ausgeübt. Sein Vorgänger Heinrich Schmauch hatte das Amt 23 Jahre bekleidet.

### Wappen
Das Wappen wurde am 1. März 1938 durch den Oberpräsidenten der Provinz Sachsen verliehen.
Blasonierung: „In Silber über blauen Wellen eine dreitürmige rote Burg mit blauen Dächern. Im offenen Tore 3 (2 : 1) rote Adlerbeine.“
Die Burg Beetzendorf an der Jeetze (daher die Wellen) ist seit dem 14. Jahrhundert im Besitz derer von der Schulenburg, deren Wappen die drei Adlerbeine entnommen sind. Der Ort führt das Bild des Wappens nachweisbar seit über 50 Jahren im bisherigen Siegel.
Das Wappen wurde vom Staatsarchivrat Otto Korn gestaltet.

## Kultur und Sehenswürdigkeiten

### Bauwerke
- Die evangelische Marien-Kirche wurde 1736 als barocker Zentralbau[35] nach dem Vorbild der Potsdamer Garnisonkirche erbaut; ihr Fachwerkturm wurde 1926 durch einen massiven Turm ersetzt. Auch die Orgel wurde später erneuert. Die Kirche befindet sich an der Straße Beverhol, ihre Kirchengemeinde gehört zum Kirchenkreis Salzwedel. Weitere evangelische Kirchen befinden sich in den Ortsteilen der Gemeinde.
- Die kleine katholische Kirche Mariä Himmelfahrt am Steinweg wurde 1937/38 erbaut, sie gehört heute zur Pfarrei St. Hildegard mit Sitz in Gardelegen. Zuvor befand sich bereits eine 1911 errichtete katholische Notkapelle in Beetzendorf, sie wurde zwischenzeitlich abgerissen.

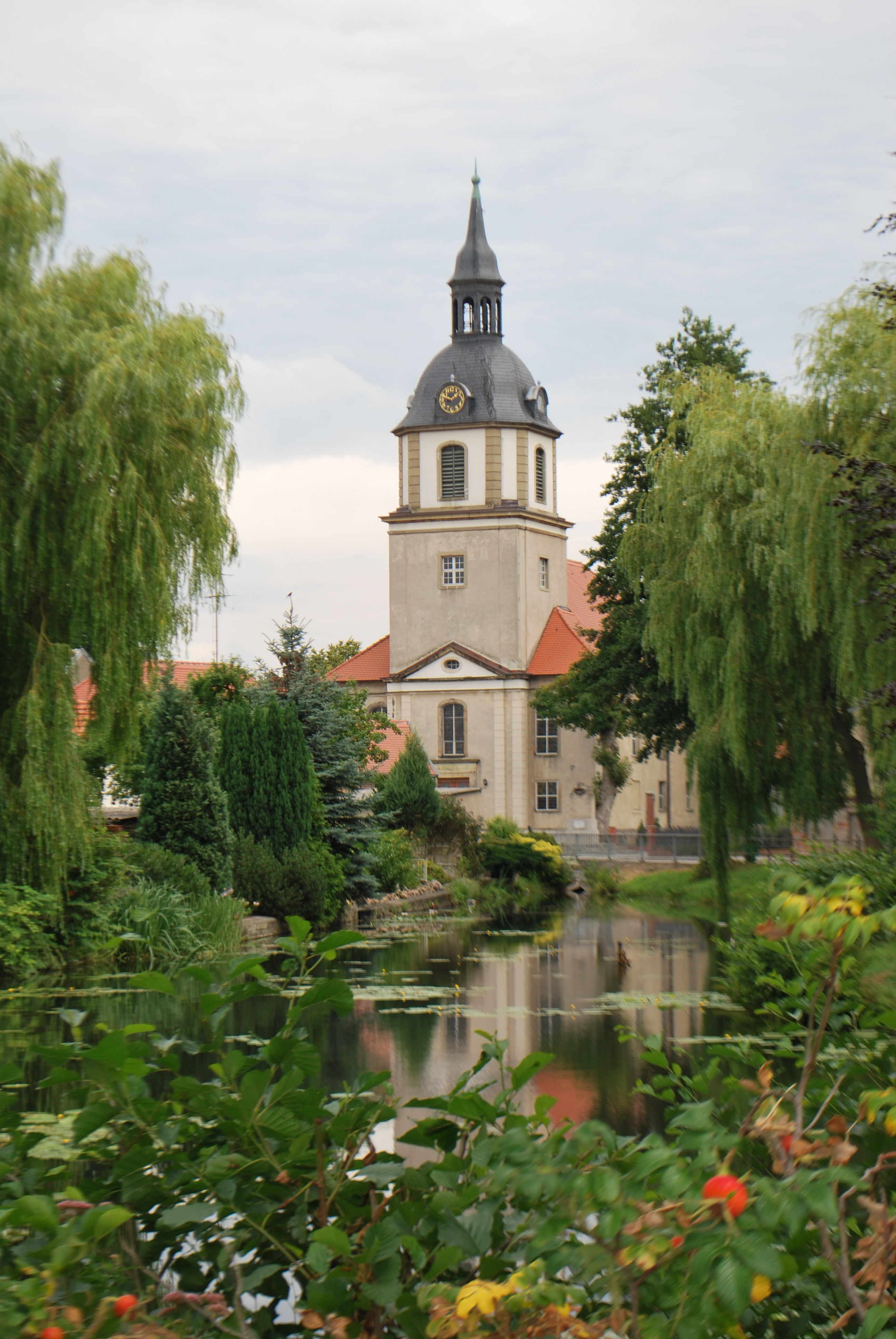
Evangelische Marien-Kirche zu Beetzendorf
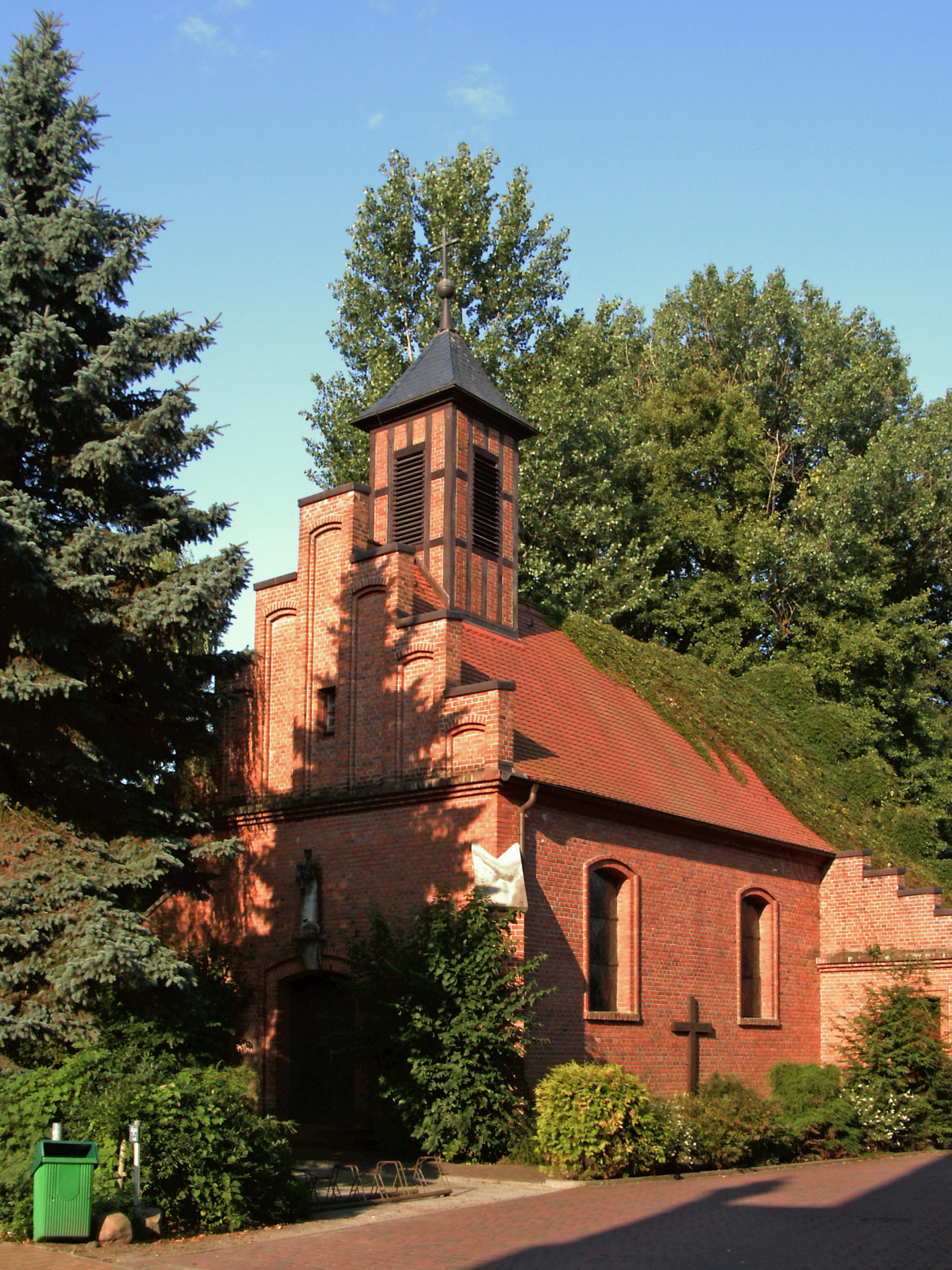
Katholische Kirche zu Beetzendorf
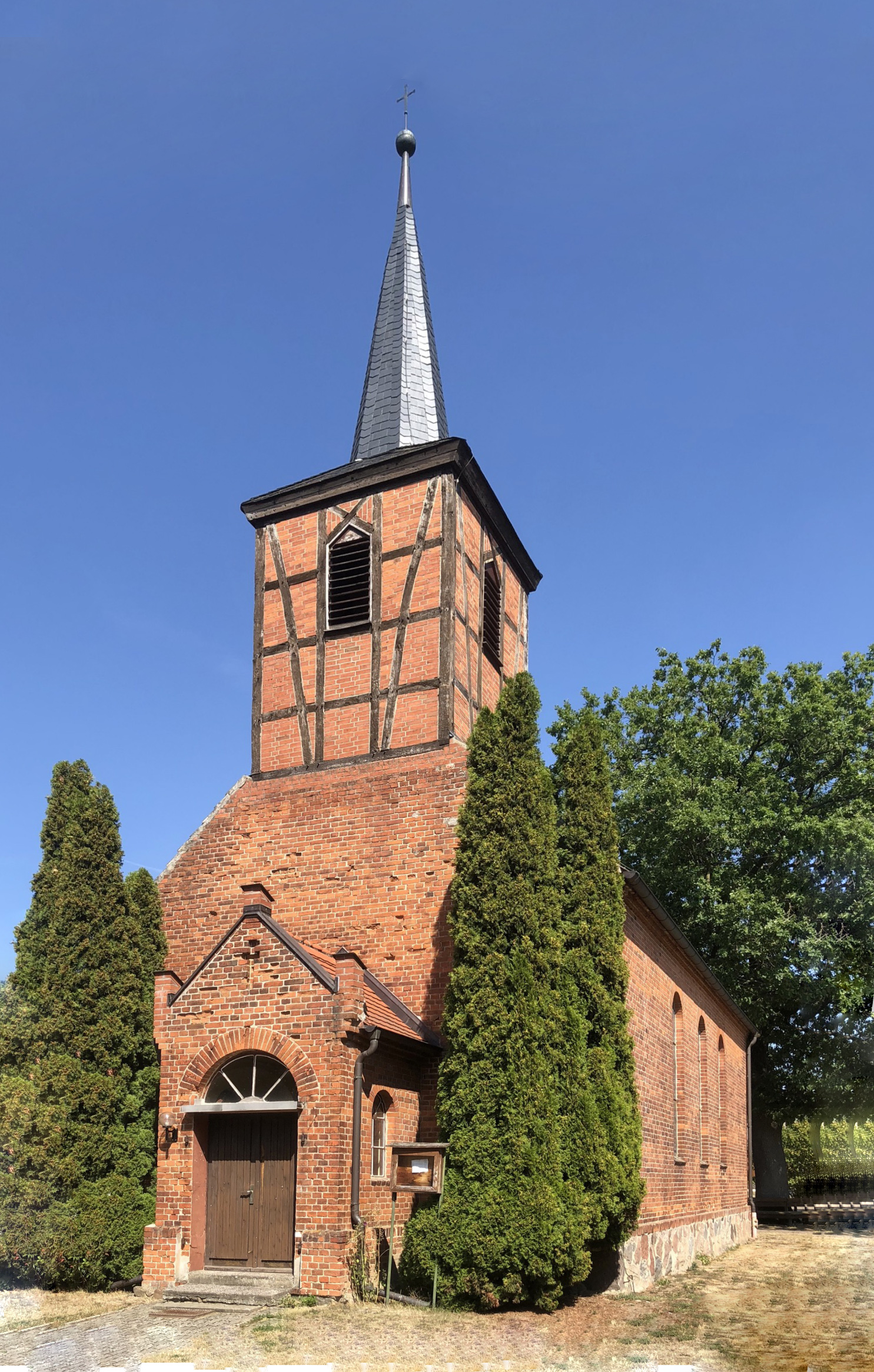
Dorfkirche Poppau
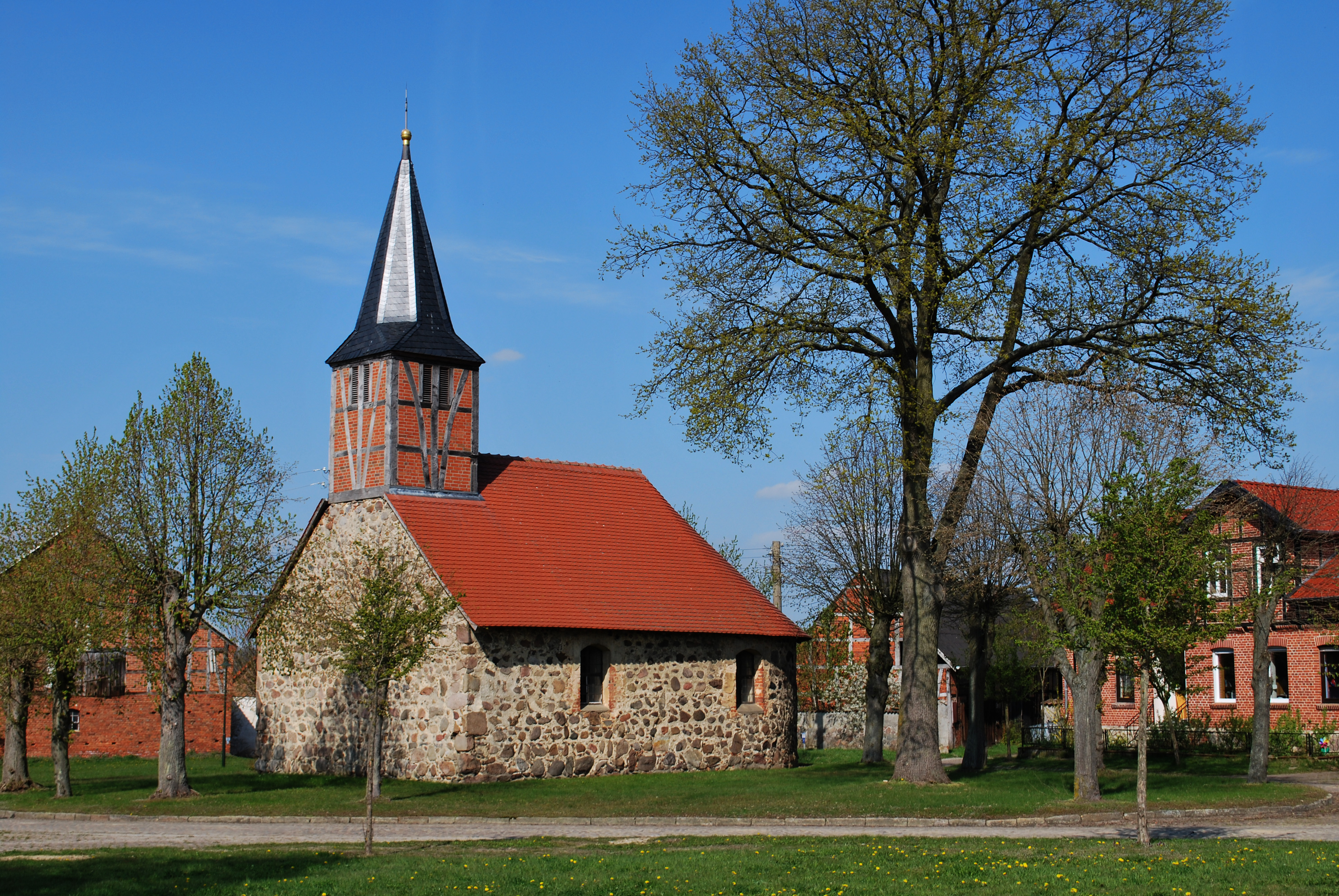
Dorfkirche Käcklitz

### Sport
Beetzendorf gehört zu den Altmärkischen Wandernestern, die im Altmärkischen Wanderverein organisiert sind.

## Wirtschaft und Infrastruktur

### Bildung
- Grundschule Beetzendorf, Friedrich-Engels-Straße 14[37]
- Sekundarschule Beetzendorf, Friedrich-Engels-Straße 14[38]
- Gymnasium Beetzendorf, Goethestraße 18[39]
- Integrative Kindertagesstätte „Haus der kleinen Füße“ Beetzendorf, Humboldtstraße 27[40]
- Kindertagesstätte „Die kleinen Strolche“ Tangeln, Lange Straße 63[41]

### Verkehr

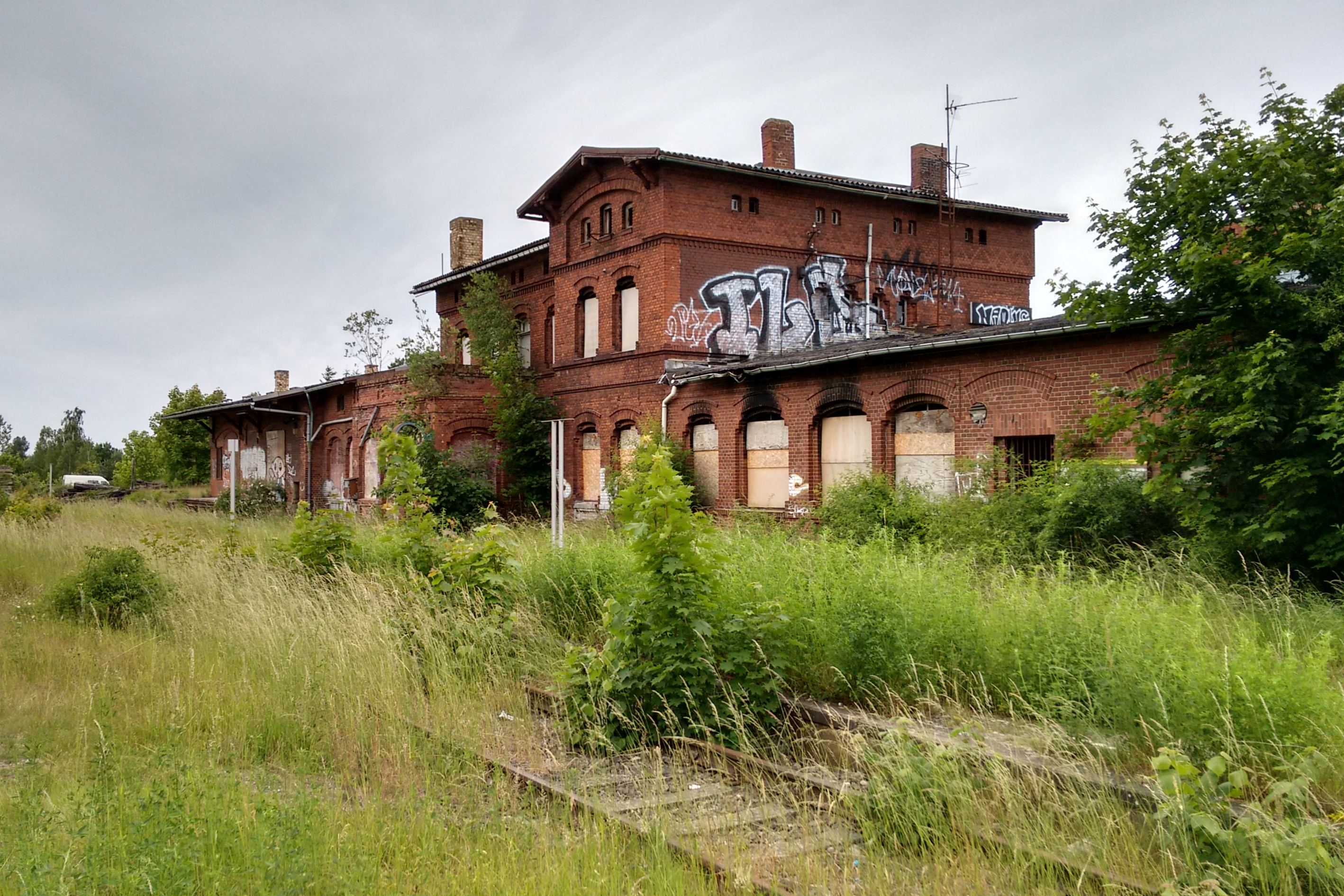
Ehemaliger Bahnhof

Die B 248 führt rund drei Kilometer westlich an Beetzendorf vorbei.
Bis 2002 wurden Beetzendorf und Bandau im Personennahverkehr der Bahnstrecke Salzwedel–Oebisfelde bedient. Weitere Bahnstrecken der Altmärkischen Kleinbahn führten von Beetzendorf über Diesdorf nach Wittingen und nach Kalbe (Milde).
Der öffentliche Personennahverkehr wird unter anderem durch den PlusBus des Landesnetzes Sachsen-Anhalt erbracht. Folgende Verbindung führt durch Beetzendorf:
- Linie 300: Salzwedel ↔ Beetzendorf ↔ Klötze ↔ Wolfsburg

Den Busverkehr im Altmarkkreis Salzwedel betreibt die Personenverkehrsgesellschaft Altmarkkreis Salzwedel.

## Söhne und Töchter der Gemeinde
- Dietrich von der Schulenburg († 1393), war als Dietrich III. Bischof von Brandenburg
- Jakob von der Schulenburg (1515–1576), kaiserlicher Feldmarschall
- Fritz von der Schulenburg (1591–1613), Student
- Werner von der Schulenburg (1829–1911), Reichstagsabgeordneter, auf Beetzendorf I
- Hermann Dietrichs (1852–1893), Landschaftsmaler
- Bertha von der Schulenburg (1861–1940), Krankenpflegerin und Wohlfahrtspflegerin
- Friedrich Klaeber (1863–1954), Anglist
- Wedige von der Schulenburg (1896–1977), Offizier und Adjutant von Paul von Hindenburg
- Wedige von der Schulenburg (1945–2021), Politiker (CDU)
- Detlev Neudeck (* 1956), österreichischer Politiker (FPÖ/BZÖ)
- Domenico Müllensiefen (* 1987), deutscher Autor